# Megafault
Megafault is een Amerikaanse film uit 2009 van The Asylum met Brittany Murphy.

## Verhaal
Een seismoloog en een mijnwerker moeten samenwerken om een gigantische aardbeving te stoppen. Deze aardbeving staat op het punt om de hele wereld in tweeën te splitsen

## Rolverdeling
| Acteur          | Personage               |
| --------------- | ----------------------- |
| Brittany Murphy | Dr. Amy Lane            |
| Eriq La Salle   | Charles "Boomer" Baxter |
| Justin Hartley  | Dan Lane                |
| Bruce Davison   | Dr. Mark Rhodes         |
| Tamala Jones    | Marlena Johnson         |
| Paul Logan      | Majoor Boyd Grayson     |